# Manuel Enriquez
Manuel Enriquez (Salazar) (født 17. juni 1926 i Jalisco, død 26. april 1994 i Mexico City, Mexico) var en mexicansk komponist, violinist og lærer.
Enriquez studerede komposition hos bl.a. Stefan Wolpe og Miguel Bernal Jiménez i New York.
Han underviste og var rektor på bl.a. National Conservatory of Music og Music Departmant of the National Institute of Fine Arts i Mexico City.
Han har skrevet 2 symfonier, orkesterværker, kammermusik, klaverstykker, filmmusik og vokalværker etc.

## Udvalgte værker
- Symfoni nr. 1 (1957) - for orkester
- Symfoni nr. 2 (1962) - for orkester